# هندسة معمارية فضائية

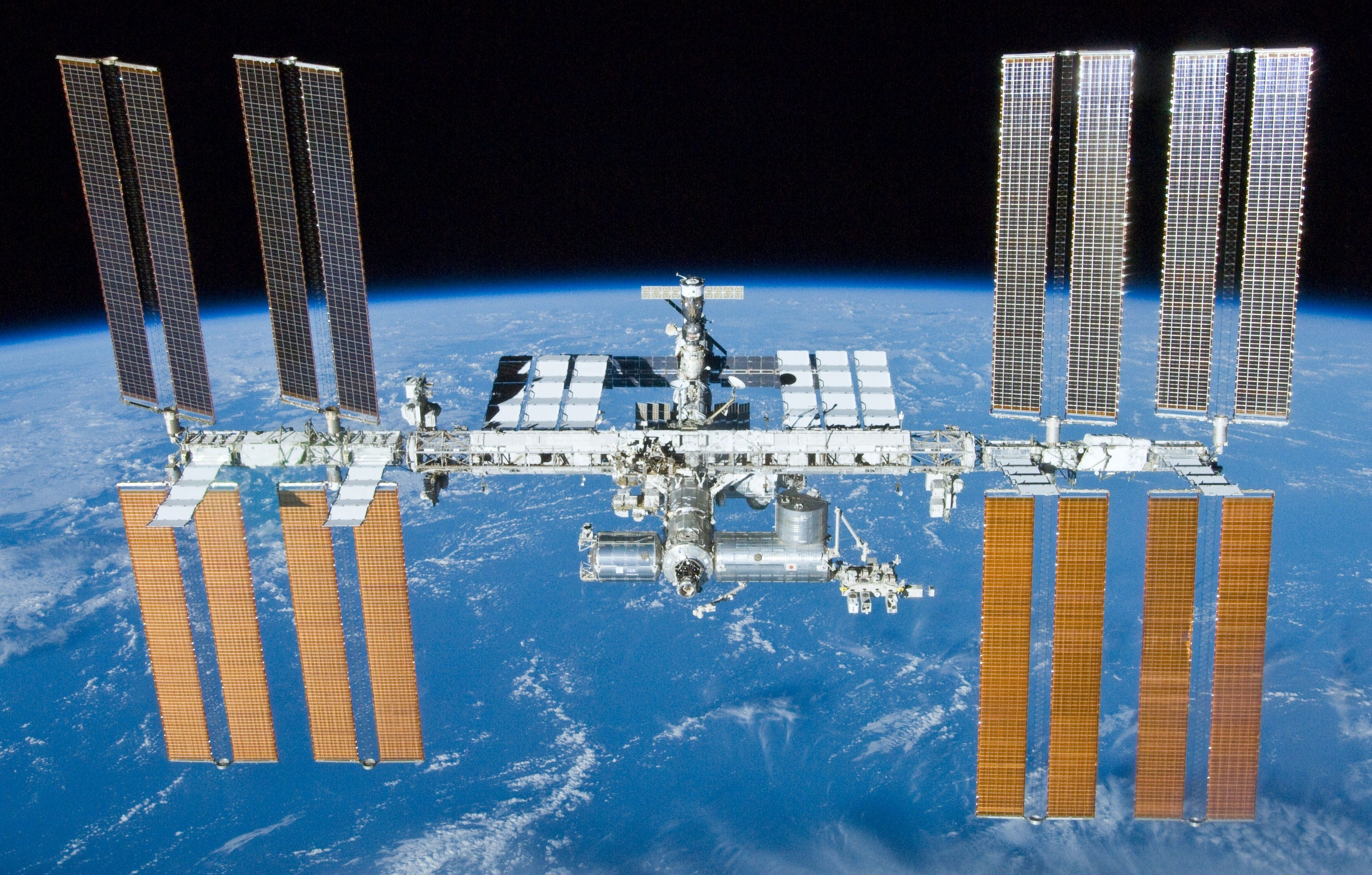
محطة الفضاء الدولية

الهندسة المعمارية الفضائية، في أبسط تعريف لها، هي النظرية والممارسة لتصميم بيئات مأهولة وبنائها في الفضاء الخارجي.
يعالج النهج المعماري في تصميم المركبات الفضائية البيئة المبنية الكلية. ويعتمد بشكل أساسي على مجال الهندسة (بشكل خاص هندسة الطيران والفضاء الجوي)، لكنه يشمل أيضًا مجالات واسعة مثل علم وظائف الأعضاء، وعلم الاجتماع، وعلم النفس. تحاول الهندسة المعمارية الفضائية بشكل شبيه بالهندسة المعمارية على كوكب الأرض تخطي العناصر والأنظمة المُركّبة والحصول على فهم واسع للمسائل التي تؤثر على نجاح التصميم. كان الكثير من عمل الهندسة المعمارية الفضائية يصب في مبادئ تصميم المحطات الفضائية المدارية، وسفن الاستكشاف القمرية والمريخية، والقواعد السطحية لوكالات الفضاء العالمية، وخصوصًا ناسا.
تسبب السباق الفضائي بإشراك المهندسين المعماريين في البرنامج الفضائي، رغم إمكانية رؤية أن أصول ذلك تعود إلى قبل ذاك الوقت بكثير. تعود الحاجة إلى إشراكهم بسبب الضغط لتمديد فترات المهمات الفضائية، وتلبيةً لاحتياجات رواد الفضاء بما يتضمن الحد الأدنى من احتياجات الأساسية للحياة. إنّ الهندسة المعمارية الفضائية جليّة حاليًا في العديد من المؤسسات. يُعد مركز ساساكاوا الدولي لهندسة الفضاء (إس آي سي إس إيه) منظمة أكاديمية تابعة لجامعة هيوستن تقدم درجة الماجستير للعلوم في الهندسة المعمارية الفضائية. يُبرِم «إس آي سي إس إيه» أيضًا عقود تصميم مع الشركات ووكالات الفضاء. في أوروبا، تشارك جامعة فيينا التقنية وجامعة الفضاء الدولية في أبحاث الهندسة المعمارية الفضائية. يُعقد المؤتمر الدولي للأنظمة البيئية سنويًا لتقديم دورات في ما يخص رحلات الفضاء البشرية، والعوامل البشرية الفضائية. شُكّلت لجنة تقنية للهندسة المعمارية الفضائية في المعهد الأمريكي للملاحة الجوية والفضائية. على الرغم من النمط التاريخي للمشاريع الفضائية الكبيرة التي تقودها الحكومات، ذات التصميم التصوّري على مستوى الجامعات، يهدد ظهور السياحة الفضائية بتغيير مستقبل عمل الهندسة المعمارية الفضائية.

## الأصول
نُشرت الأفكار التي تخص سفر البشر إلى الفضاء في بداية الأمر في قصص الخيال العلمي، مثل رواية جول فيرن من الأرض إلى القمر في عام 1865. تشبه تفاصيل عديدة في هذه القصة بشكل كبير هبوط مركبة الفضاء أبولو على القمر (طاقم مؤلف من ثلاثة أفراد، وأبعاد المركبة الفضائية، وموقع الإطلاق في فلوريدا) الذي حدث بعد أكثر من مئة عام من الرواية. تحتوي كبسولة فيرن المصنوعة من الألمنيوم في الرواية على رفوف عليها المعدات اللازمة للرحلة، مثل التلسكوب القابل للطي، والمعاول والمجارف، والأسلحة النارية، ومولدات الأوكسجين، وحتى أشجار للزراعة. بُنيت أريكة منحنية في الأرضية، ويمكن الوصول إلى الجدران والنوافذ بالقرب من قمة المركبة الفضائية عن طريق سلّم. كانت المركبة على شكل رصاصة لأنها أُطلقت من الأرض باستخدام طريقة البندقية الفضائية، وهي طريقة غير قابلة للتطبيق في حال إرسال إنسان إلى الفضاء بسبب قوى التسارع الكبيرة التي تنتج عنها. سيتطلب موضوع إرسال البشر إلى الكون استخدام علم الصواريخ.
نشر قسطنطين تسيولكوفسكي العمل النظري الجدّي الأول في ما يتعلق بالسفر إلى الفضاء بواسطة القوة الصاروخية. بالإضافة إلى أنه يُعتبر أب الملاحة الفضائية، فقد تصور أفكارًا مثل المصعد الفضائي (مستوحى من برج إيفل)، والمحطة الفضائية الدوارة التي تُنشئ جاذبية اصطناعية على طول المحيط الخارجي، بالإضافة إلى الأقفال الهوائية، والبدلات الفضائية المستخدمة في النشاط خارج المركبة الفضائية، والأنظمة البيئية المغلقة لتوفير الغذاء والأوكسجين، بالإضافة إلى الطاقة الشمسية في الفضاء. اعتقد تسيولكوفسكي أن الاحتلال البشري للفضاء هو الطريق الحتمي لنوعنا البشري. في عام 1952، نشر فيرنر فون براون مفهومه حول المحطة الفضائية المأهولة في سلسلة من المقالات الدورية. كان تصميمه تطويرًا للمفاهيم السابقة، لكنه أخذ خطوة فريدة في التوجه المباشر إلى الجمهور بهذا المفهوم. تألّفت المركبة الفضائية الدوارة من ثلاثة طوابق، وصُممت لتعمل بصفتها أداة مساعدة ملاحية، ومحطة أرصاد جوية، ومرصدًا للأرض، ومنصة عسكرية، ونقطة علّام للمهمات الاستكشافية إلى الفضاء الخارجي. يُقال إن فون براون تتبع التراث التصميمي لمحطة الفضاء المصورة في فيلم 2001: أ سبيس أوديسي (2001: أوديسة الفضاء) في عمله. استمر فيرنر فون براون في ابتكار مخططات لمهام إلى القمر والمريخ، وكان ينشر في كل مرة مخططاته الضخمة في مجلة كولير الأسبوعية.
كانت رحلة يوري جاجارين في 12 أبريل عام 1961 الرحلة الفضائية الأولى للبشرية. في حين كانت المهمة خطوة أولى ضرورية، كان جاجارين محصورًا إلى حد ما على كرسي وبجانبه منفذ صغير للرؤية تمكّن من مشاهدة الكون عبره؛ بعيدًا كل البعد عن إمكانيات الحياة في الفضاء. تحسنت ظروف الحياة ونوعيتها تدريجيًا في مدار الأرض المنخفض مع تتالي المهام الفضائية، إذ توسّع الحيّز للحركة، وأساليب التمارين الجسدية، ومرافق الصرف الصحي، وتحسنت نوعية الغذاء، والأنشطة الاستجمامية المرافقة طوال فترات المهمة. في عام 1968، تحققت المشاركة المعمارية في الفضاء حين نجحت مجموعة من المهندسين المعماريين والمصممين الصناعيين بقيادة ريموند لوي، مدفوعين باعتراضات المهندسين، في إقناع ناسا بإدراج نافذة رصد في المختبر المداري سكاي لاب. مثّل هذا الحدث مقدمة البُعد الإنساني النفسي لتصميم المركبة الفضائية، وفي هذه النقطة وُلدت الهندسة المعمارية الفضائية.

## النظرية
هناك الكثير من التطبيقات للنظرية المعمارية في الهندسة المعمارية الفضائية. غير أن بعض الاعتبارات ستكون فريدة بالنسبة للمحتوى الفضائي.

### مبدأ البناء
في القرن الأول قبل الميلاد، قال المهندس المعماري الروماني فيتروفيو إن كل الأبنية يجب أن تضم ثلاثة أمور: المتانة، والفائدة، والجمال. كان لعمل فتروفيو دي أركيتيتورا، وهو العمل الوحيد الباقي في ما يخص هذا الموضوع من العصور القديمة الكلاسيكية، تأثير عميق على النظرية المعمارية لآلاف السنين القادمة. هناك بعض الأشياء التي يجب أخذها بعين الاعتبار حتى في الهندسة المعمارية الفضائية. قاد التحدي الكبير للعيش في الفضاء إلى تصميم مكان للسكن بالاعتماد على الحاجة الوظيفية بشكل كبير مع قليل من الزخرفات أو دونها. من هذا المنطلق كما نعلم، تشارك الهندسة المعمارية الفضائية التكوين الذي يتبع المبدأ الوظيفي بما يتماشى مع الهندسة المعمارية الحديثة.

يربط بعض المنظرين عناصر مختلفة من ثالوث فيتروفيو. يكتب فالتر غروبيوس:
يستند «الجمال» إلى البراعة التامة في جميع المتطلبات العلمية والتكنولوجية والشكلية للمهمة... يعني نهج النظرية الوظيفية تصميم الأجسام عضويًا على أساس مسلماتها المعاصرة، دون أي زخرفة رومانسية أو تهريج.
مع استمرار نضج الهندسة المعمارية الفضائية بصفتها نظامًا، سيتشعب الحوار حول قيم التصميم المعماري، كما هو الحال على الأرض.

### التناظرات
إن نقطة الانطلاق لنظرية الهندسة المعمارية الفضائية هي البحث عن البيئات القاسية في الأماكن على سطح الأرض حيث عاش البشر، وتشكيل تناظرات بين هذه البيئات والفضاء. على سبيل المثال، عاش البشر في غواصات في أعماق المحيط، وفي مستودعات تحت سطح الأرض، وفي القارة القطبية الجنوبية، ودخلوا بأمان إلى المباني المحترقة، والمناطق الملوثة إشعاعيًا، وطبقة الستراتوسفير في الغلاف الجوي بمساعدة التكنولوجيا. تمكّن عملية التزود بالوقود جوًا «سلاح الجو واحد» من البقاء في الجو إلى أجل غير مسمى افتراضيًا. تولد الغواصات التي تعمل بالطاقة النووية الأكسجين باستخدام التحليل الكهربائي، ويمكن أن تبقى في المياه لعدة أشهر في كل مرة. قد تشكّل العديد من هذه التناظرات مراجع تصميمة مفيدة جدًا للأنظمة الفضائية. تتشابه في الواقع أنظمة دعم الحياة للمحطة الفضائية ومعدات نجاة رواد الفضاء في الهبوطات الاضطرارية بشكل كبير مع أنظمة دعم الحياة في الغواصات ومعدات النجاة الخاصة بالطيار، على التوالي.